# Cerochlamys
Cerochlamys ist eine Pflanzengattung aus der Familie der Mittagsblumengewächse (Aizoaceae). Der botanische Name der Gattung leitet sich von den griechischen Worten „keros“ für „Wachs“ und „chlamys“ für „Mantel“ ab und verweist auf den Wachsfilm, der die Blätter der Pflanzen überzieht.

## Beschreibung
Die Pflanzen der Gattung Cerochlamys wachsen kompakt und sind im Alter fast rasenbildend. Ihre dreieckigen Laubblätter sind fast nicht miteinander verwachsen. Der Kiel ist oft schief und die Seitenflächen sehr ungleichmäßig ausgebildet. Die Blattoberfläche ist runzlig. Die Wand der Epidermis enthält in der Mitte Kristallsand. Die dicke Wachsschicht besteht aus waagerechten Platten.
Die einzelnen (selten bis drei) Blüten stehen über Hochblättern. Es sind fünf bis sechs gleiche Kelchblätter vorhanden. Ihre Kronblätter sind entweder rosafarben mit einer weißen Basis oder vollständig weiß, die Staubbeutel gelb oder orange. Die sehr breiten Nektarien berühren sich.
Die fünf- bis sechsfächrigen Kapselfrüchte bleiben an der Pflanze und enthalten birnenförmige Samen, die 0,75 bis 0,85 Millimeter lang sowie 0,55 bis 0,65 Millimeter breit sind.

## Systematik und Verbreitung
Das Verbreitungsgebiet der Gattung Cerochlamys ist die Kleine Karoo im mittleren Teil der südafrikanischen Provinz Westkap. Die Pflanzen wachsen in Felsspalten oder auf Schieferstein. Die jährliche Niederschlagsmenge liegt bei 100 bis 200 Millimeter, wobei der Hauptanteil in den Monaten März und November fällt.
Die Erstbeschreibung wurde 1928 von Nicholas Edward Brown veröffentlicht. Der Holotypus ist Cerochlamys trigona. Nach Heidrun Hartmann umfasst die Gattung Cerochlamys folgende Arten:
- Cerochlamys gemina (L.Bolus) H.E.K.Hartmann
- Cerochlamys pachyphylla (L.Bolus) L.Bolus
- Cerochlamys trigona N.E.Br.

## Nachweise